# Большое (озеро, Муезерский район)
Большое — пресноводное озеро на территории Муезерского городского поселения Муезерского района Республики Карелии.

## Общие сведения
Площадь озера — 1,8 км². Располагается на высоте 198,5 метров над уровнем моря.
Форма озера лопастная, продолговатая: оно вытянуто с запада на восток. Берега каменисто-песчаные, местами заболоченные.
Через озеро протекает река Долгая, впадающая с правого берега в реку Муезерку, которая в свою очередь впадает в реку Чирко-Кемь.
В озере расположено не менее двух небольших безымянных островов.
Код объекта в государственном водном реестре — 02020000911102000005193.